# Hipatia
Hipatia (en griego antiguo: Ὑπᾰτία y en latín: Hypatia; Alejandría, 355 o 370-Alejandría, marzo de 415 o 416) fue una filósofa y maestra neoplatónica griega, natural de Egipto, que destacó en los campos de las matemáticas y la astronomía, miembro y cabeza de la Escuela neoplatónica de Alejandría a comienzos del siglo V. Seguidora de Plotino, cultivó los estudios lógicos y las ciencias exactas, llevando una vida ascética. Educó a una selecta escuela de aristócratas cristianos y paganos que ocuparon altos cargos, entre los que sobresalen el obispo Sinesio de Cirene —que mantuvo una importante correspondencia con ella—, Hesiquio de Alejandría y Orestes, prefecto de Egipto en el momento de su muerte. 
Hija y discípula del astrónomo Teón, Hipatia fue una de las primeras mujeres matemáticas de la historia. Escribió sobre geometría, álgebra y astronomía, diseñó diversos instrumentos científicos —incluido un astrolabio plano, empleado para determinar las posiciones de las estrellas sobre la bóveda celeste— e inventó un densímetro, por ello está considerada como una pionera en la historia de las mujeres en la ciencia.
Hipatia fue asesinada  linchada por una turba de cristianos a los 45 o a los 60 años, dependiendo de cuál sea su fecha correcta de nacimiento. La motivación de los asesinos y su vinculación con la autoridad eclesiástica, ha sido objeto de muchos debates. El asesinato se produjo en un contexto de tensiones entre el culto cristiano y el resto de religiones, contra el declinante paganismo y las luchas políticas entre las distintas facciones de la Iglesia, el patriarcado alejandrino y el poder imperial, representado en Egipto por el prefecto Orestes, exalumno de la filósofa. Sócrates Escolástico, el historiador más cercano a los hechos, afirma que la muerte de Hipatia fue causa de «no poco oprobio» para el patriarca Cirilo y la iglesia de Alejandría, y fuentes posteriores, tanto paganas como cristianas, le achacan directamente el crimen, por lo que muchos historiadores consideran probable la implicación de Cirilo, si bien el debate al respecto sigue abierto.
Su carácter singular de mujer entregada al pensamiento y la enseñanza en plena antigüedad tardía, su fidelidad a su filosofía y principios en el momento de auge del catolicismo teodosiano como nueva religión del Estado romano, y su muerte a manos de cristianos le han conferido gran fama. La figura de Hipatia se ha convertido en un verdadero mito: desde la época de la Ilustración se la presenta como a una «mártir de la ciencia», víctima del fanatismo religioso y símbolo del fin del pensamiento clásico ante el avance del cristianismo. No obstante, en la actualidad se destaca que su asesinato fue un caso excepcional y que, de hecho, la escuela neoplatónica alejandrina, progresivamente cristianizada, floreció hasta pleno siglo VII.
En el siglo XX, la figura de Hipatia pasó a ser vista como un ícono de los derechos de las mujeres y una precursora del movimiento feminista, retratándose como un paradigma de mujer «liberada». Desde finales de ese siglo, algunas representaciones han asociado la muerte de Hipatia con la destrucción de la Biblioteca de Alejandría, a pesar del hecho histórico de que la biblioteca ya no existía durante la vida de Hipatia.

## Biografía

### Juventud
| Había una mujer en Alejandría que se llamaba Hipatia, hija del filósofo Teón, que logró tales conocimientos en literatura y ciencia, que sobrepasó en mucho a todos los filósofos de su propio tiempo. Habiendo sucedido a la escuela de Platón y Plotino, explicaba los principios de la filosofía a sus oyentes, muchos de los cuales venían de lejos para recibir su instrucción. — Sócrates Escolástico |

Hipatia nació en Alejandría, capital de la diócesis romana de Egipto, a mediados del siglo IV, en 370, según algunas referencias, y en 355, al decir de otras. Pero dado que su discípulo Sinesio de Cirene nació en torno a 375 y que no era natural de la época que el maestro tuviese la misma edad que su discípulo, esta última fecha parece la más correcta. Su madre es toda una incógnita y no hay teorías de quién podría ser. Sí se sabe que su padre fue Teón de Alejandría, un célebre matemático y astrónomo, muy apreciado por sus contemporáneos, que probablemente debió trabajar y dar clases en la Biblioteca del Serapeo, sucesora de la legendaria Gran Biblioteca ptolemaica. Hipatia, por su parte, se educó en un ambiente académico y culto, dominado por la escuela neoplatónica alejandrina, y aprendió matemáticas y astronomía de su padre, quien además le transmitió su pasión por la búsqueda de lo desconocido. En el ámbito filosófico, no se sabe quién fue con exactitud su maestro, pero Damascio, último escolarca de la Academia de Atenas y contemporáneo de Hipatia, propone al filósofo Isidoro. En su educación, Teón no quiso que solo cultivase la mente, sino que hizo especial hincapié en que el cuerpo de Hipatia estuviese igual de sano. Es por esto por lo que le hizo dar clases de remo y de hípica. Estos estudios los complementó con una virtud muy valorada durante el Imperio Romano: la oratoria. A Teón se le atribuyen las siguientes palabras dirigidas a Hipatia: «Todas las religiones dogmáticas formales son falaces y nunca deben ser aceptadas en sí mismas por las personas como el final. Reserva tu derecho a pensar, porque incluso pensar equivocadamente es mejor que no pensar en absoluto».

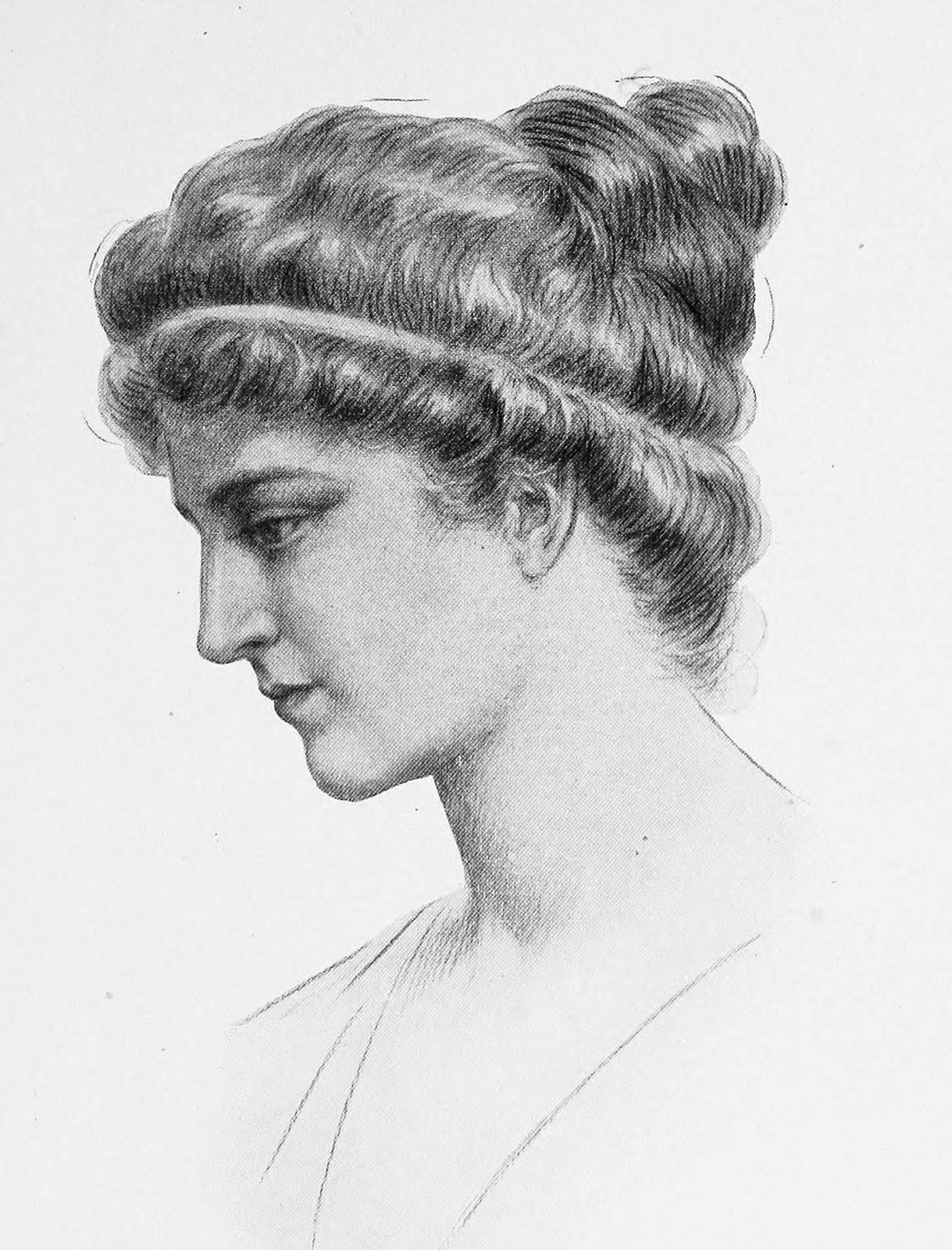
Hipatia joven

Según el filósofo pagano del siglo VI Damascio, la maestra alejandrina era «de naturaleza más noble que su padre, [y] no se conformó con el saber que viene de las ciencias matemáticas, en las que había sido introducida por él, sino que se dedicó a las otras ciencias filosóficas con mucha entrega». Hipatia aprendió también sobre la historia de las diferentes religiones que se conocían en aquel entonces, sobre el pensamiento de los filósofos y sobre los principios de la enseñanza. Algunos autores defienden que Hipatia viajó para completar su formación a Atenas y a Roma. Frente a esto, otra parte de la comunidad académica niega que haya constancia de ello en las fuentes y afirman, por tanto, que la filósofa nació, creció y murió en Alejandría, sin haber salido nunca de la ciudad. Damascio afirmaba que «además de conseguir el grado más alto de la virtud práctica en el arte de enseñar, era justa y sabia, y se mantuvo toda la vida virgen», dato confirmado por la Suda, una enciclopedia bizantina del siglo XI, que sin embargo añade que fue «esposa de Isidoro el Filósofo». El mismo Damascio refiere una anécdota que ilustra la actitud de Hipatia ante el sexo: cuando un discípulo le confesó que estaba enamorado de ella, la filósofa le arrojó un paño manchado con su sangre menstrual, espetándole: «De esto estás enamorado, y no tiene nada de hermoso». Antes de esto también el propio Damascio nos facilita otra versión según la cual Hipatia aconsejó al alumno que orientase esas pasiones a algo verdaderamente provechoso: la música. Fuese cual fuese su reacción, Hipatia logró su objetivo, puesto que el muchacho decidió olvidar el asunto.
Dado que en su escuela había tanto cristianos como paganos, y dada la tolerancia de las autoridades religiosas alejandrinas hacia las actividades de la filósofa, a la que no importunaban en sus lecciones, no parece probable que Hipatia fuera una pagana militante. No participaba en los rituales ni festividades paganas y más bien parece que se consideraba a sí misma pagana por la admiración que rendía a la cultura griega y con ella a la filosofía. Jay Bregman, de la Universidad de California, tras analizar la obra de Sinesio de Cirene, concluye que es probable que Hipatia se adscribiera a la variante porfiriana del neoplatonismo, opuesta a la teúrgia de Yámblico y a la práctica de los antiguos cultos helenos. Debido a ello, esta corriente era particularmente grata a ojos cristianos.

### La escuela de Hipatia
En torno al año 400 la filósofa se había convertido en líder de los neoplatónicos alejandrinos, y, de acuerdo con la Suda, se dedicó a la enseñanza, centrándose en las obras de Platón y Aristóteles. Sin embargo, si hay una fuente que ha ilustrado a los historiadores acerca del contenido de las lecciones de este histórico personaje, esa es la recopilación de las epístolas de Sinesio de Cirene. 
Entre sus alumnos había cristianos, como, por ejemplo, el mencionado Sinesio de Cirene (con posterioridad obispo de Ptolemaida entre 409 y 413), perteneciente a una familia rica y poderosa, que mantuvo una gran amistad con su maestra.
Sinesio dejó escrita mucha información sobre Hipatia. Se refería a ella como "la auténtica maestra de los misterios de la filosofía". Gracias a él conocemos sus obras, aunque ninguna se haya conservado. Dirigió a Hipatia las cartas 10, 15, 16, 46, 81, 124 y 154 de su epistolario. En esta correspondencia se mencionan los nombres de varios alumnos de Hipatia que fueron condiscípulos suyos: el hermano menor de Sinesio, llamado Euoptio, su tío Alejandro, Herculiano, del que fue gran amigo, y al que consideraba «el mejor de los hombres», Olimpio, un rico terrateniente de Seleucia Pieria amigo de Sinesio, Isión, íntimo de Sinesio, Hesiquio de Alejandría, gramático y gobernador de Libia Superior, y su hermano Eutropio, el sofista Atanasio, Gayo, pariente de Sinesio, el gramático Teodosio y el sacerdote Teotecno, y unos tales Pedro y Siro, además del futuro prefecto imperial de Egipto, Orestes. Se han propuesto algunos otros nombres mencionados en las cartas de Sinesio, pero no hay pruebas de ello. En todo caso cabe indicar que sus alumnos fueron un grupo muy unido de aristócratas paganos y cristianos, algunos de los cuales desempeñaron altos cargos. Es probable que el mencionado Herculiano fuera hermano de Flavio Tauro Seleuco Ciro, destacado miembro de la Corte Imperial, que con posterioridad llegó a ser prepósito del sacro cubículo, prefecto urbano de Constantinopla, prefecto pretoriano de Oriente (439) y cónsul (441), convirtiéndose en el hombre más poderoso del Imperio de Oriente después del propio emperador Teodosio II. A pesar de la mezcolanza de cultos que profesaban sus discípulos, en ningún momento Hipatia trató a los cristianos de manera distinta que al resto. Tampoco hubo tensiones palpables entre ambos grupos. Las peleas que ocurrían en toda la ciudad, en la escuela de Hipatia quedaban olvidadas.
Los alumnos de Hipatia venían de todas partes del Mediterráneo a recibir sus lecciones. Todos ellos tenían en común su pertenencia a clases acomodadas, lo que facilitó que posteriormente alcanzasen puestos relevantes en el Imperio. En una de las epístolas de Sinesio se muestra cómo los alumnos pretendían que el contenido de las clases fuese secreto, algo que ha dificultado el conocimiento a posteriori de lo que se impartía en estas y que la alejó del pueblo, que no apreciaba a Hipatia ni tenía nada en común con ella.
El propio Sinesio manifiesta con elocuencia la devoción que Hipatia despertó en sus discípulos: en la carta 16 de su epistolario la saludaba como «madre, hermana y profesora, además de benefactora y todo cuanto sea honrado tanto de nombre como de hecho». En cierto modo, los alumnos la consideraban la sucesora de Platón. Algunos incluso pensaban que Hipatia había sido elegida por Dios para llevar a cabo la misión de descubrirles los misterios de la filosofía. Esta sensación de santificación se intensificó con su condición de virgen. Hipatia se exigía mucho a sí misma en todo lo relacionado con las virtudes morales, entre las que destacaba la "sofrosine", que era una virtud que todos los filósofos helénicos aspiraban a alcanzar, sobre todo aquellos que privilegiaban el mundo inmaterial y espiritual

### Egipto al comienzo del sigloV

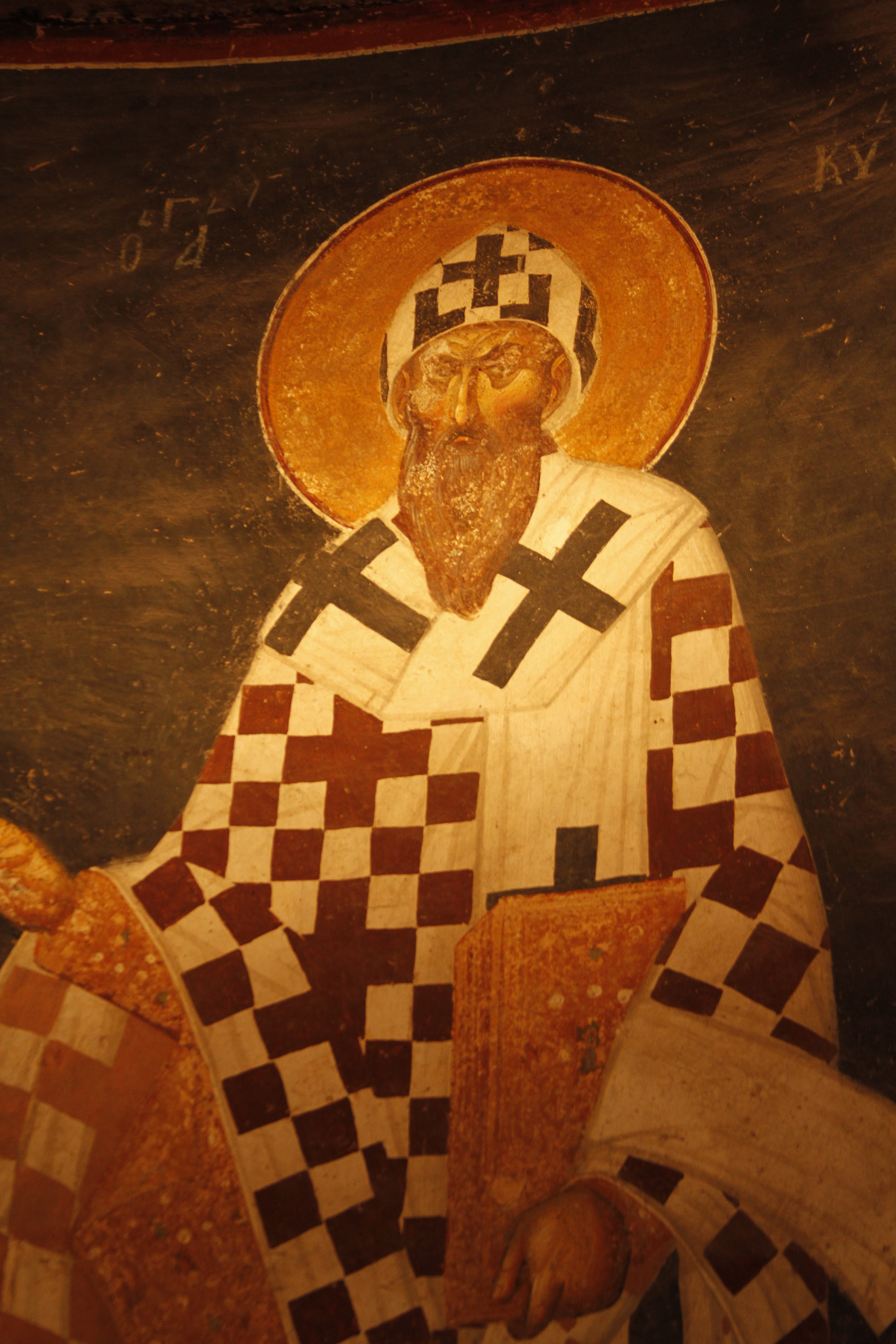
El patriarca Cirilo de Alejandría en un icono.

Egipto era sede de una de las comunidades cristianas más importantes del Imperio, y el Patriarca de Alejandría gozaba del máximo prestigio e influencia, junto a sus colegas de Jerusalén, Antioquía, Constantinopla y Roma. Sin embargo, la teórica primacía de Roma no se traducía en autoridad suprema. Durante los siglos IV y V los conflictos doctrinales y las luchas de poder entre los patriarcados, en especial entre Alejandría y Constantinopla, fueron constantes.
Teodosio I el Grande había convertido el cristianismo en religión de Estado por el Edicto de Tesalónica de 380, imponiendo la ortodoxia nicena. El efecto fue intensificado por el Edicto de Constantinopla, diez años después, que prohibía todas aquellas actividades no cristianas, incluyendo las prácticas religiosas en el ámbito privado. Ello provocó la reacción tanto de los paganos como de las distintas interpretaciones del cristianismo, ahora oficialmente convertidas en herejías a perseguir y erradicar. A lo largo de las décadas siguientes tuvieron lugar grandes controversias y disputas entre las distintas facciones de cristianos, que llegaron en ocasiones a la violencia. Al principio, las lecciones de la filósofa no se vieron afectadas durante el obispado de Teófilo, ya que Hipatia no se metía en los asuntos de paganos y cristianos. No obstante, con la sucesión de Teófilo por el obispo Cirilo, los filósofos neoplatónicos como Hipatia pronto fueron objeto de fuertes presiones. Algunos se convirtieron al cristianismo, pero Hipatia no consintió en ello, a pesar de los consejos de sus amigos, como Orestes, prefecto augustal y alumno suyo, que se había bautizado en Constantinopla antes de ir a desempeñar su cargo en Egipto. A pesar de su paganismo, Hipatia contó con la estima y protección de estas élites intelectuales cristianas, e incluso 120 años después de su muerte el historiador Sócrates Escolástico, muy valorado por su imparcialidad, la consideraba, a pesar de su religión, un «modelo de virtud». Orestes se dejaba aconsejar por Hipatia en los asuntos políticos y municipales, y la Suda confirma que Hipatia fue popular como consejera de las más altas magistraturas de Alejandría: «Vestida con el manto de los filósofos, abriéndose paso en medio de la ciudad, explicaba públicamente los escritos de Platón, o de Aristóteles, o de cualquier filósofo, a todos los que quisieran escuchar (...) Los magistrados solían consultarla en primer lugar para su administración de los asuntos de la ciudad...».
En tiempos del enérgico patriarca copto de Alejandría Teófilo (385-412), que, según su amigo Sinesio de Cirene, tenía tanta influencia entre las clases altas de Alejandría como la propia Hipatia, ocurrió un hecho que cambió el rumbo de Alejandría. Teófilo gozaba de un inmenso poder y en 391, con el mencionado edicto, obtuvo del emperador Teodosio una orden para demoler los templos paganos de su ciudad, entre ellos el Mitreo y el Serapeo, lo que provocó sangrientos disturbios entre paganos y cristianos. Se supone que fue entonces cuando fue saqueada, o al menos vaciada, la biblioteca de este último, sucesora de la gran Biblioteca de Alejandría. En 416, el teólogo e historiador hispanorromano Paulo Orosio vio con mucha tristeza sus restos, afirmando que «sus armarios vacíos de libros fueron saqueados por hombres de nuestro tiempo». Hipatia evitó participar en la defensa del Serapeo y enfrentarse con Teófilo, cuyo gran enemigo fue el antioqueno Juan Crisóstomo, discípulo del réctor pagano Libanio y patriarca de Constantinopla, quien pretendió someterle a su autoridad. Teófilo obtuvo su gran victoria sobre Crisóstomo en el Sínodo de la Encina, en 403, logrando su deposición y exilio.
A pesar de todo cuanto se dijo en su contra, tras estos disturbios el episcopado de Teófilo trajo consigo a Alejandría una tranquilidad social desconocida durante la mayor parte del siglo IV, pletórico de tumultos sangrientos. Además, Teófilo edificó una serie de grandes y lujosas construcciones, que asombraron a sus contemporáneos, escandalizaron a sus enemigos, y le granjearon las simpatías de la clase trabajadora, que encontró empleo y sueldo.
Teófilo falleció el 17 de octubre de 412, y por su sucesión compitieron el arcediano Timoteo y Cirilo, hijo de una hermana de Teófilo.
No era una querella baladí por motivos puramente religiosos, ya que el influyente patriarcado alejandrino era capaz de interrumpir los envíos de grano a la capital imperial y gozaba de una riqueza inmensa, que había permitido a Teófilo realizar sus construcciones. Además, Egipto acogía una de las mayores y más organizadas comunidades cristianas del Imperio. Abundancio, el comandante de las fuerzas imperiales en Egipto (dux militum Aegypti), apoyó a Timoteo en contra de Cirilo, ya que la corte imperial pretendía ahorrarse problemas evitando la elección de otro militante anticonstantinopolitano como Teófilo. Sin embargo, Cirilo logró el patriarcado gracias al buen recuerdo dejado por su tío (que llegaría a ser santo de la Iglesia Copta) y a la antipatía de los alejandrinos hacia todo lo que viniera de Constantinopla.
El episcopado de Cirilo muestra una notable continuidad con la política de Teófilo, aunque el del primero sería aún más intransigente que el segundo, ya que se entrometería en gran medida en los asuntos del gobierno local. En cualquier caso, ambos compartían la presión contra los paganos, herejes y judíos, la conservación del apoyo de las grandes comunidades monásticas, el cultivo de la alianza con Roma y la oposición por todos los medios a la creciente influencia del Patriarcado de Constantinopla, íntimo aliado del trono imperial. Empezó por perseguir a los novacianos, a pesar del edicto de tolerancia que había promulgado hacia ellos Teodosio el Grande en 381. Se apoderó de todos sus objetos sagrados, y quitó al obispo novaciano Teopompo todas sus posesiones. Comenzó así una serie de enfrentamientos y una amarga hostilidad entre el Patriarca de Alejandría y el prefecto imperial Orestes, que veía en el poderoso obispo un detractor del poder y autoridad absolutos del Emperador.
Durante los motines antijudíos que tuvieron lugar en esos años, azuzados por Cirilo, Orestes trató de proteger a los hijos de Israel, pero, tras una serie de incidentes de gran violencia, Cirilo logró expulsarlos y permitió que sus bienes fueran robados por la multitud. En general, imperaba por entonces en Oriente Próximo un odio visceral entre las dos confesiones religiosas, produciéndose agresiones en ambos sentidos.
Orestes informó al Emperador de las acciones del Patriarca, y, a juzgar por el relato de Sócrates Escolástico, debió solicitar la deposición y destierro de Cirilo, el cual buscó entonces la reconciliación con el prefecto imperial. Para ello, envió una comisión de representantes que le pidieron que se sometiese al Nuevo Testamento, ante lo que este se negó. Llegaron entonces 500 monjes procedentes del desierto de Nitria para proteger a su Patriarca, y provocaron una sedición. Al ver al prefecto, que circulaba en un carro, se abalanzaron sobre él llamándole adorador de ídolos y pagano e insultándole. El prefecto gritó que era cristiano y que le había bautizado el propio Patriarca de Constantinopla. Uno de los monjes, llamado Amonio, hirió a Orestes de una pedrada en la cabeza, por lo que fue detenido, torturado y muerto. Cirilo enterró su cadáver en una iglesia y le tributó honores de mártir, con lo que la ruptura entre el Patriarca y el representante imperial fue total, comenzando así un enfrentamiento entre el poder civil y religioso que conllevaría graves consecuencias para la filósofa.

### La muerte de Hipatia

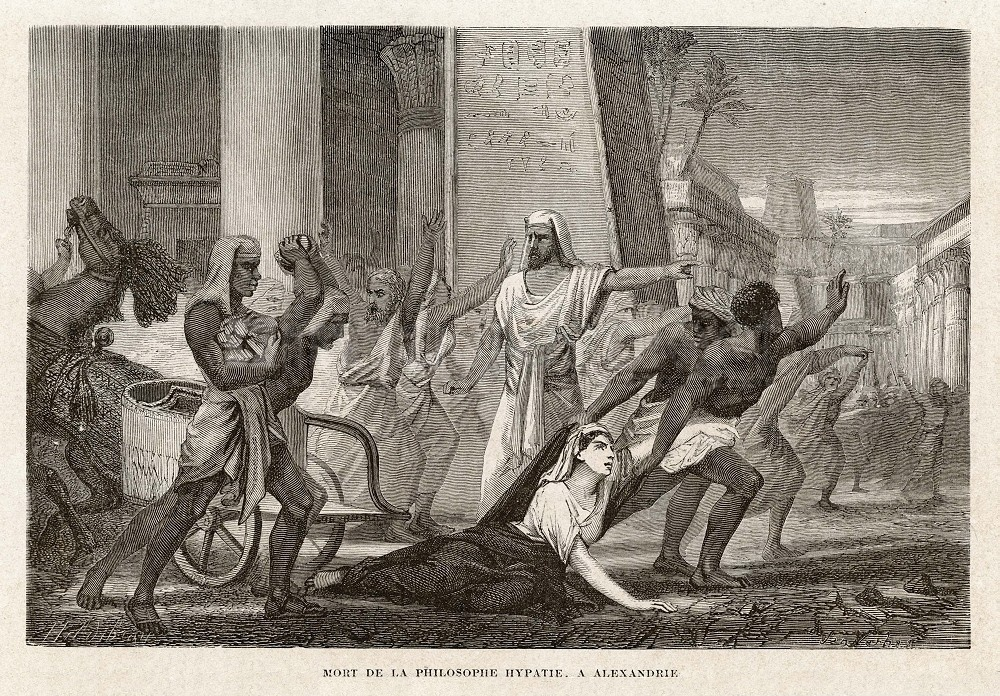
Ilustración de Louis Figuier en Vies des savants illustres, depuis l'antiquité jusqu'au dix-neuvième siècle de 1866, que representa la imaginación del autor de cómo podría haber sido el asalto contra Hipatia.

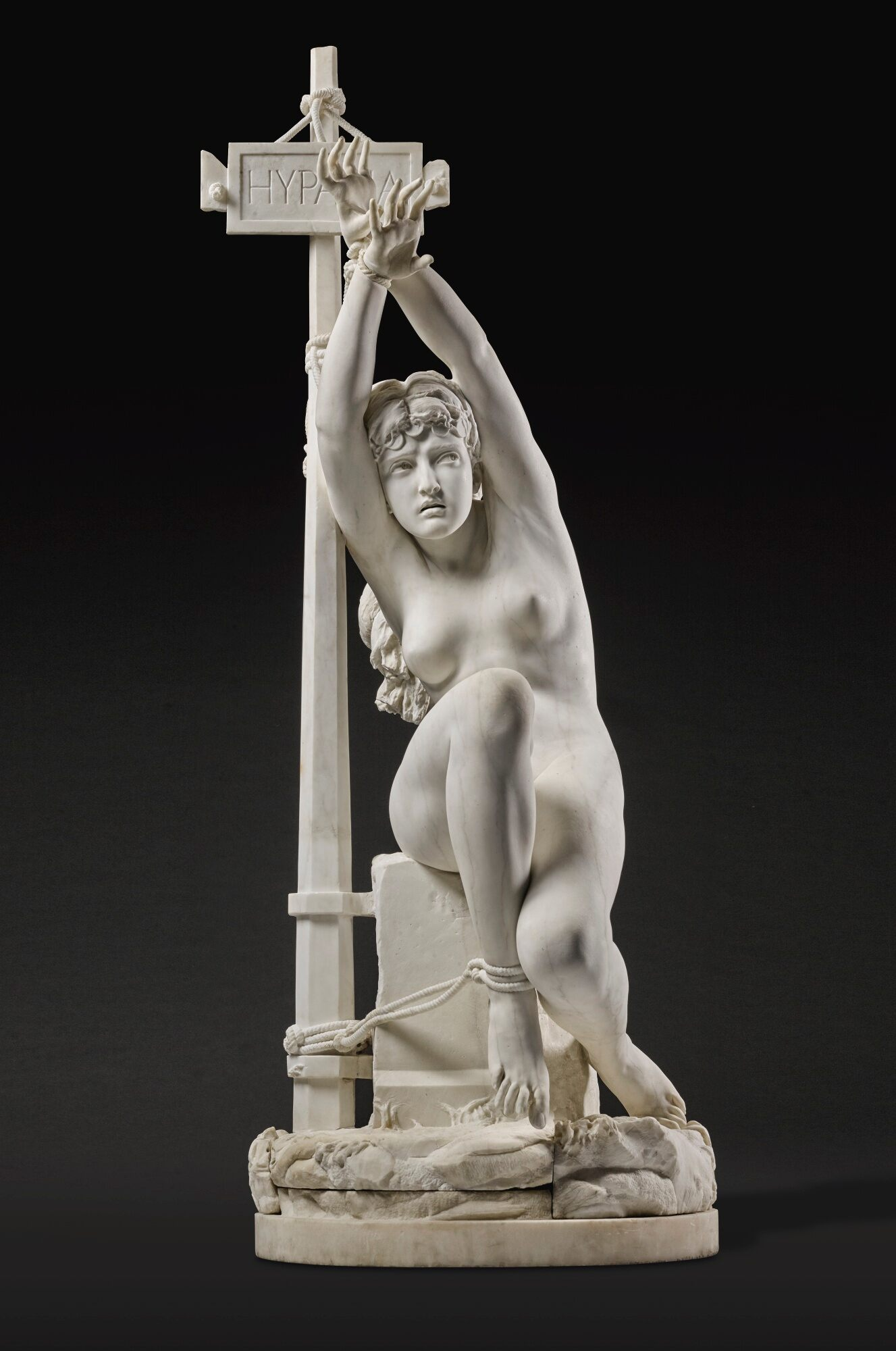
Escultura de Odoardo Tabacchi que representa a Hipatia momentos antes de su muerte.

Empezó entonces a correr entre los cristianos de Alejandría el rumor de que la causante de la discordia entre Cirilo y Orestes era la influyente Hipatia, amiga y consejera de su exalumno y, presumiblemente, opuesta a los abusos del poder religioso. Sócrates Escolástico cuenta que, en plena Cuaresma, un grupo de fanáticos dirigidos por un lector de nombre Pedro se abalanzó sobre la filósofa mientras regresaba en carruaje a su casa, la golpearon y la arrastraron por toda la ciudad hasta llegar al Cesáreo, magno templo edificado por Augusto tras su victoria sobre Marco Antonio y convertido en catedral de Alejandría. Allí, tras desnudarla, la golpearon con piedras y tejas hasta descuartizarla y sus restos fueron paseados en triunfo por la ciudad hasta llegar al Cinareo (por su nombre, se supone que es un crematorio), donde los incineraron. Aunque sigue sin estar claro si su edad era de 45 o de 60 años, José María Blázquez Martínez se inclina por esta última opción. Hay otras versiones de los hechos respecto a su muerte. Edgar Serna apunta a que "fue asesinada por cristianos que se sentían amenazados por la erudición, el aprendizaje, y la profundidad de sus conocimientos científicos. Este evento parece ser un punto de discordia”.
El historiador más cercano a los hechos, Sócrates Escolástico —muy valorado por su ecuanimidad—, vincula a Cirilo con el asesinato de Hipatia, al manifestar que «este suceso acarreó no escaso oprobio tanto a Cirilo como a la iglesia de los alejandrinos». Según este autor no hay nada más opuesto al espíritu del cristianismo que el crimen, y los asesinos de Hipatia actuaron poseídos por un ímpetu furioso y no por el celo «divino» que caracteriza y legitima los actos de violencia religiosa. Las demás fuentes narran el suceso de manera similar. El historiador arriano coetáneo Filostorgio se limitó a echar la culpa a los homousianos, fieles al credo de Nicea. Por otra parte, la historiadora polaca Dzielska asegura que el asesinato de Hipatia no tuvo que ver con motivos religiosos, sino que en el fondo fue una muerte provocada por asuntos políticos: Cirilo quería ganar la pugna contra Orestes para así poder influir más en el poder local.
Un exaltado obispo copto del siglo VIII, Juan de Nikiû, la consideraba en plena ocupación árabe una bruja peligrosa, responsable del conflicto entre cristianos y judíos y entre Orestes y Cirilo. Consideraba que la muerte de Hipatia no fue accidental sino deseada por el obispo alejandrino y la estimó una respuesta justificada a las provocaciones de la filósofa.
El historiador bizantino del siglo VI Juan Malalas se equivocaba al afirmar que Hipatia fue quemada viva (lo fue después de muerta), pero admitía la inducción de Cirilo y culpaba también a la propia naturaleza de los habitantes de Alejandría, violentos y «acostumbrados a toda licencia».
Juan de Éfeso decía en la misma época que eran una horda de bárbaros «inspirada por Satán», y el propio Cirilo reprochó a los alejandrinos su carácter levantisco y pendenciero en su homilía pascual del año 419. De hecho, pocos años después, en 422, el sucesor de Orestes como prefecto imperial, Calisto, fue muerto en un nuevo tumulto. También se ha llegado a sugerir que la turba estaba enloquecida por los rigores del ayuno de Cuaresma.
Finalmente, la entrada referente a Hipatia en la monumental enciclopedia bizantina del siglo XI conocida como la Suda —siguiendo a Damascio— atribuye también la responsabilidad del crimen a la envidia de Cirilo por las grandes masas de seguidores que tenía la filósofa y al carácter levantisco de los alejandrinos, pero da una clave adicional para comprender la triste muerte de la filósofa al equipararla a los crueles asesinatos de dos obispos impuestos a los alejandrinos por la corte imperial de Constantinopla: el arriano Jorge de Capadocia (m. 361) y el calcedoniano Proterio (m. 457). El primero fue atado a un camello, despedazado y sus restos quemados; y el segundo arrastrado por las calles y arrojado al fuego, asesinatos muy similares al de la propia Hipatia.
Se ha especulado con la intrigante posibilidad de que Cirilo mantuviera contactos con Hipatia a través de su exalumno el obispo Sinesio de Cirene, amigo de su difunto tío el patriarca Teófilo. La muerte de Sinesio en 413 podría explicar en parte la repentina entrada de Hipatia en la política local y su oposición al Patriarcado. En todo caso, con las fuentes de las que disponemos no deja de ser una mera conjetura.
Sobre la motivación que Cirilo pudo haber tenido para ordenar o inducir la muerte de la filósofa, los historiadores han concluido la confluencia de al menos cinco móviles:
- La propia intolerancia del obispo hacia el paganismo y el neoplatonismo, que tanto había influido en el arrianismo.
- La amistad e influencia de la filósofa sobre el prefecto imperial Orestes y las clases altas de Alejandría.
- Los deseos de vengar la muerte del monje Amonio, ordenada por Orestes, quizá aconsejado por su exmaestra.
- La hostilidad de Hipatia hacia Teófilo y su sobrino por la destrucción del Serapeo y el saqueo de su biblioteca en 391, que posiblemente la llevara a azuzar el enfrentamiento entre el prefecto imperial y el patriarca.
- El deseo de lanzar una seria advertencia a Orestes, mediante la muerte de alguien tan cercano como Hipatia.

Se ha argumentado que resulta poco verosímil que un político tan avezado como Cirilo llevara a cabo una acción tan contraproducente y que se demostró perniciosa para los intereses del poderoso patriarcado alejandrino. Christopher Haas, de la Universidad Johns Hopkins, concluye que, con las fuentes de las que actualmente disponemos, «jamás sabremos si el propio Cirilo orquestó el ataque, o si, al igual que en la agresión contra Orestes, ciertos partidarios se decidieron unilateralmente a luchar en favor del patriarcado».
María Dzielska apunta, sin embargo, que, incluso si el crimen sucedió a sus espaldas, Cirilo debe ser considerado responsable en gran medida, por ser el instigador de la campaña contra la filósofa, como medio de combatir al prefecto imperial y su facción política, contraria a los excesos del Patriarcado. Fuese cual fuese su motivación, la figura del obispo Cirilo quedó marcada por este hecho en los libros de historia.

### Consecuencias
Aunque en Historia de la filosofía occidental, Bertrand Russell dijo que tras la muerte de Hipatia, "Alejandría ya no fue turbada por los filósofos", lo cierto es que siguió habiendo otros filósofos como Proclo, Simplicio y Juan Filópono. La religiosidad helénica no acabó con la filósofa, así como tampoco lo hicieron la filosofía y las matemáticas griegas. De hecho, tras su asesinato, Hierocles el filósofo inició una nueva ramificación del neoplatonismo ecléctico en la ciudad alejandrina. Además, en esta época destaca la presencia de santos del neoplatonismo.
La muerte de Hipatia levantó un gran revuelo. Tras el cruel asesinato, Orestes informó de los hechos y pidió a Constantinopla que interviniera. La Suda afirma que el emperador Teodosio II quiso en principio castigar a Cirilo, tanto por justicia como por ser un gran protector de las enseñanzas filosóficas (cuya propia esposa, Eudocia, era una filósofa de origen ateniense), pero, a la postre, la reacción imperial se limitó a retirar al Patriarca los 500 monjes, llamados parabolanos, que le servían como guardia, lo que ha llevado a algunos historiadores a suponer que fueron éstos y no el populacho mencionado en todas las fuentes, los responsables del asesinato de la filósofa. La medida fue, sin embargo, rescindida al cabo de dos años, permitiéndose además aumentar su número a 600. Que Cirilo saliera tan bien parado fue posiblemente debido a la influencia de la hermana del Emperador, la augusta Pulqueria, cristiana devota de gran ascendente sobre su hermano, en cuyo nombre gobernaba mientras este se dedicaba a tareas intelectuales.
Según todas las fuentes, el asesinato de la filósofa fue un crimen oprobioso para los cristianos y redujo la influencia política del patriarcado alejandrino. Tras la muerte de Hipatia, sus relaciones con la Corte Imperial se suavizaron y la veneración hacia el monje Amonio desapareció, ya que los mismos alejandrinos reconocían que había merecido la muerte por su atentado y no por haber sido obligado a renegar de Cristo. Cirilo no pudo impedir que su rival doctrinal, Nestorio, gozara del favor imperial y fuera elegido Patriarca de Constantinopla en 428, pero logró finalmente su deposición en el Concilio de Éfeso de 431. Convertido en uno de los personajes más influyentes de la Iglesia, a su muerte en 444 fue declarado santo y es considerado uno de los doctores de la Iglesia debido a su extensa obra doctrinal.
Tras este suceso, la paz volvió a Alejandría. No hubo más actos violentos contra los filósofos paganos de Alejandría, cuya Escuela siguió activa hasta el siglo VII, sin que su actividad se viera interrumpida siquiera por el cierre de la Academia de Atenas en tiempos de Justiniano I (529).
Sin embargo, investigaciones actuales ponen en duda que Hipatia fuese contraria al cristianismo, e intentan enmarcar su muerte en el cúmulo de tensiones políticas que se vivían en Alejandría por la caída del Imperio Romano.

## Obras
Hipatia ayudó a su padre Teón en sus trabajos, siendo una de sus principales colaboradoras, fuentes mencionan que llegaría a sobrepasar el conocimiento de su padre. Además, Hipatia destacó por su trabajo como comentarista, estos comentarios permitieron aproximarse al pasado y facilitaron a sus alumnos el aprendizaje.
Ninguna de sus obras se ha conservado, pero se conocen gracias a sus discípulos, como Sinesio de Cirene o Hesiquio de Alejandría, el Hebreo.
- Comentario a la Aritmética en 13 libros de Diofanto de Alejandría.[73] Hipatia va a mejorar los modelos de las ecuaciones algebraicas.
- Canon astronómico.[74]
- Comentario a las Secciones cónicas de Apolonio de Perga, su obra más importante.[75]
- Tablas astronómicas: revisión de las del astrónomo Claudio Tolomeo, conocida por su inclusión en el Canon astronómico de Hesiquio. Hipatia va a actualizar las tablas tolemaicas, y esto va a repercutir en la idea planteada por Tolomeo, pues Hipatia plantea el año sótico más válido que el año trópico. Lo que destaca de este comentario a la Syntaxis Mathematica de Tolomeo en el tercer libro, es que, en un primer momento se consideraba que se trataba de una simple corrección al ya realizado por su padre, sin embargo el historiador Cameron cree que se trata de un nuevo texto escrito por Hipatia, significando esto que sus obras no se han perdido completamente.[76]
- Edición del comentario de su padre a Los Elementos de Euclides.[77] Hipatia aparece en el texto como discípula.

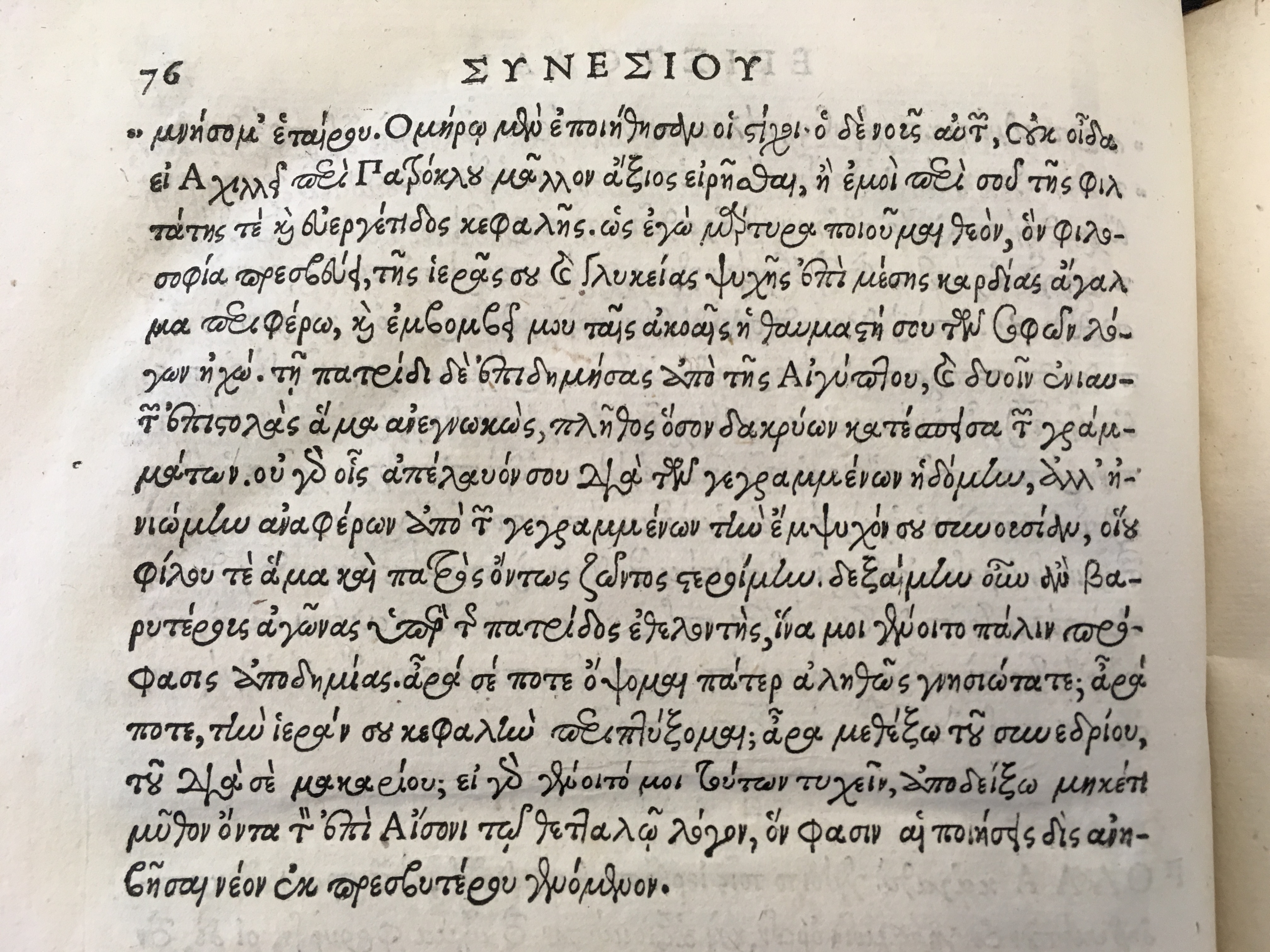
Carta de Sinesio a Hipatia, imagen de la segunda página de la segunda de las dos cartas a Hipatia incluidas en la primera edición impresa de las obras de Sinesio (editada e impresa por Adrián Turnèbe en 1553; Institute Archives of the Massachusetts Institute of Technology).

Tuvo influencia sobre unas obras griegas muy importantes como:
1. La aritmética de Diofanto de Alejandría: Basada en las soluciones de ecuaciones algebraicas y sobre la teoría de números.
2. Elementos de Euclides
3. Tratado de las cónicas de Apolonio de Perge: Presentan las curvas que surgen al cortar un cono ante planos de distintas inclinaciones. Pueden surgir hipérbola, parábola, elipse...

Además, Hipatia llegó a aprender el funcionamiento y la construcción del astrolabio y otros instrumentos útiles para la astronomía, ya que estaba muy interesada en llevar la teoría al ámbito práctico, algo que inculcó a sus alumnos. Se ha encontrado el diseño de este instrumento en las cartas a Sinesio de Cirene, sin embargo, no se corresponde con el siglo de la filósofa, habiendo pasado de Tolomeo, a Teón, y finalmente llegaría a Hipatia.
Además de cartografiar cuerpos celestes, confeccionando un planisferio, también se interesó por la mecánica. Se sabe que inventó un destilador, un artefacto para medir el nivel del agua y un hidrómetro graduado para medir la densidad relativa de los líquidos, precursor del actual aerómetro, descrito por Sinesio de Cirene:

...es un tubo cilíndrico con la forma y dimensiones de una flauta, que en línea recta lleva unas incisiones para determinar el peso de los líquidos. Por uno de los extremos lo cierra un cono, adaptado en posición idéntica, de manera que sea común la base de ambos, la del cono y la del tubo. Cuando se sumerge en el líquido ese tubo, que es como una flauta, se mantendrá recto, y es posible contar las incisiones, que son las que dan a conocer el peso.
Sinesio de Cirene, Carta 15, a Hipatia.

Sinesio también la defendió como inventora del astrolabio, aunque otros modelos más tempranos precediesen al de Hipatia en al menos un siglo —y su propio padre fue famoso por su tratado sobre ellos.

## Legado

### Antigüedad tardía
Al poco tiempo de su muerte se publicó en su nombre una carta falsificada que atacaba al cristianismo. Varias décadas después, a comienzos del siglo VI, el filósofo pagano Damascio, último escolarca de la Academia de Atenas, exiliado en Persia tras su cierre por Justiniano I en 529 y prácticamente contemporáneo de Hipatia, culpó directamente a los cristianos y fue el primero en achacar expresamente el crimen al patriarca Cirilo, atribuyéndolo a los celos que sentía de la influencia de Hipatia sobre la oligarquía urbana. El escolarca se basó en un fragmento de Sócrates Escolástico para afirmar que fueron los celos lo que impulsó al obispo. Al tener una intencionalidad tan manifiesta, Damascio es una fuente problemática. Brian Whitfield considera que actuó «deseoso de explotar el escándalo de la muerte de Hipatia», y que con él se inicia una larga serie de manipulaciones malintencionadas de los hechos históricos con objeto de convertir a Hipatia en una mártir del helenismo, víctima de los malvados cristianos —en buena medida al igual que otro mitificado personaje, el emperador Juliano el Apóstata. Esto contrastaba con la campaña que había hecho el patriarca Cirilo tras el asesinato de Hipatia, según la cual la muerte de la mujer era el primer paso para la lucha contra el paganismo. Esta cuestión ha sido retomada por muchos autores, pero despreciada por otros, ya que en realidad Hipatia no era pagana practicante.
Durante mucho tiempo se sostuvo que uno de los epigramas de la Antología Palatina, atribuido al poeta Páladas, estaba dedicado a Hipatia:

'Oταν βλέπω σε, προσκυνῶ, καὶ τοὺς λόγους,

τῆς παρθένου τὸν οἶκον ἀστρῷον βλέπων,

εἰς οὐρανὸν γὰρ ἐστι σοῦ τὰ πράγματα,

Ὑπατία σέμνη, τῶν λόγων εὐμορφία,

ἄχραντον ἀστρὸν τῆς σοφῆς παιδεύσεως.
Reverenciada Hipatia, ornamento del saber,

estrella inmaculada de sabia formación,

cuando os veo a ti y a tu discurso,

yo te adoro mirando al hogar celestial de la Virgen,

porque tus quehaceres están en el cielo.
— Antología Palatina, IX, 400.

Sin embargo, Georg Luck, profesor emérito de la Universidad de Harvard, argumentó con gran solidez que ni el poema era de Páladas ni tenía nada que ver con la filósofa. Para Luck no se trataría sino del epitafio que otro poeta, Panolbio, dedicó según la Suda a Hipatia, hija de un alto funcionario imperial de la segunda mitad del siglo V, el prefecto del pretorio Eritrio y fundadora de una iglesia en honor de la Virgen: el «hogar de la Virgen», una figura poética repetida en toda la poesía bizantina.
Con la cristianización de la Escuela Filosófica de Alejandría en tiempos de Justiniano I, el peso de Hipatia entre los filósofos paganos se contrapesó con la figura de Santa Catalina de Alejandría, a quien se consagró un gran monasterio en el Sinaí. La vinculación entre ambas se percibe además en que la historia de Catalina destaca su erudición en matemáticas, geometría y astronomía, aspectos que los estudiosos creen que derivan de la biografía de Hipatia. Por otra parte, cerca de la antigua ciudad de Laodicea, en Anatolia, se hallaba una iglesia con una inscripción que indicaba que la misma estaba consagrada a «Santa Hipatia Catalina». Este último dato ha llevado a pensar a los historiadores que, en efecto, se trataba de otra persona y no de Hipatia de Alejandría, la filósofa. Fue, de hecho, un nombre común en la época.  

### Mundo moderno

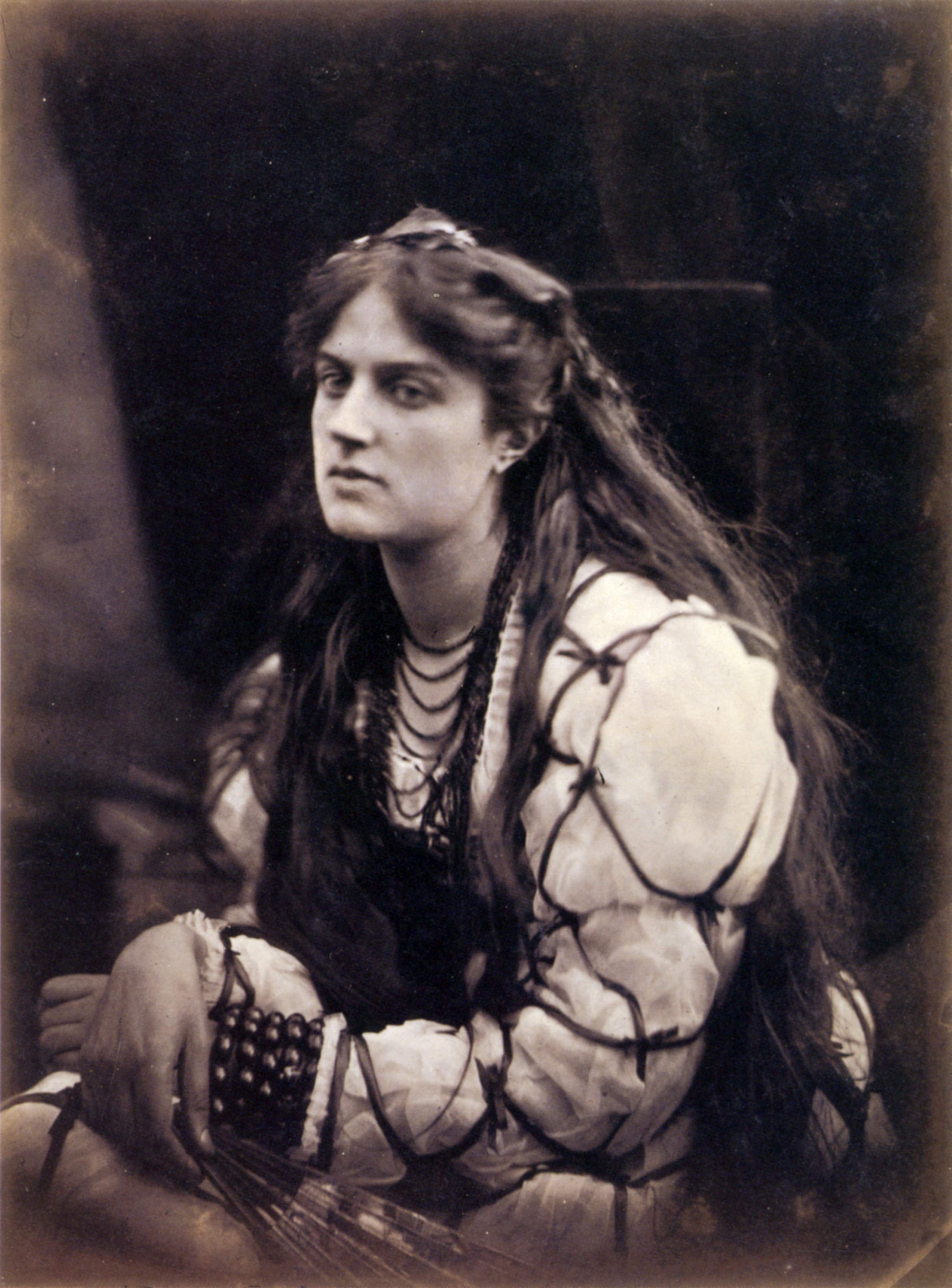
Hypatia, fotografía de 1867, por Julia Margaret Cameron.

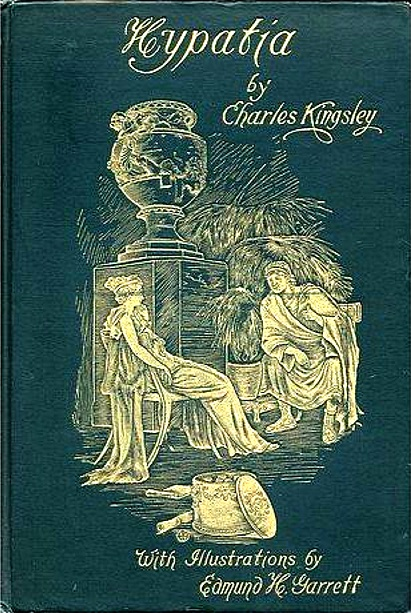
Portada de la novela Hypatia, ilustrada por Edmund H. Garrett.

En el siglo XIV, el historiador bizantino Nicéforo Grégoras describió a la culta y virtuosa emperatriz Eudoxia Makrembolitissa (1021-96), esposa de Constantino X Ducas y Romano IV Diógenes, como «segunda Hipatia». Esto se debe a que a finales del Imperio Bizantino, a las mujeres que sobresalían en la filosofía y en la ciencia eran llamadas así, lo que supone el reconocimiento de las virtudes de Hipatia, de entre las cuales destacaba la erudición.
En sus Memoires pour servir à l'histoire ecclésiastique... (1693), el abate jansenista Le Nain de Tillemont exculpaba a Cirilo considerando lo contraproducente que fue este crimen, algo impropio de un político tan astuto como era el Patriarca.
A comienzos del siglo XVIII, el erudito deísta John Toland usó su muerte como base para un extenso panfleto anticatólico titulado «Hipatia, o la historia de una de las damas más hermosas, virtuosas, cultas y distinguidas en todos los aspectos; que fue despedazada por el clero de Alejandría para satisfacer el orgullo, la envidia, y la crueldad de su arzobispo, común pero inmerecidamente llamado san Cirilo», donde la califica de «encarnación de la belleza y el saber», sosteniendo que los varones deberían «avergonzarse para siempre de que pudiera encontrarse entre ellos alguien tan brutal y salvaje como para, en lugar de embriagarse con la admiración de tanta belleza y sabiduría, manchar sus manos de la manera más bárbara con la sangre de Hipatia, y sus almas impías con el estigma de haber cometido un crimen sacrílego». La obra de Toland es considerada una de las más influyentes en la formación del mito de Hipatia. Su publicación condujo a que Thomas Lewis escribiera una refutación en 1721: «La historia de Hipatia, la imprudentísima maestra de Alejandría: asesinada y despedazada por el populacho, en defensa de San Cirilo y el clero alejandrino. De las calumnias del señor Toland». A pesar de esta respuesta, Toland alcanzó una gran popularidad y difusión entre los intelectuales de la Ilustración, como Voltaire.
Otro abate jansenista, Claude Pierre Goujet, realizó también una gran defensa de San Cirilo en su carta incluida en los volúmenes V y VI de la Continuation des Mémoires de litterature et d’histoire, del padre Desmolets (1728). Por su parte, Voltaire se valió de la filósofa para dejar clara su aversión por la Iglesia, considerando la muerte de Hipatia «un asesinato bestial perpetrado por los sabuesos tonsurados de Cirilo, con una banda de fanáticos a sus espaldas». Con ello pretendía demostrar que el fanatismo religioso producía el exterminio de los genios y la esclavitud de los espíritus.
En su particular hostilidad hacia todo lo cristiano, el historiador inglés Edward Gibbon indicaba que Cirilo estaba tan celoso de su influencia y de la popularidad que «alentó, o aceptó, el sacrificio de una virgen, que profesaba la religión de los griegos», y nunca fue castigado por tal crimen, ya que «la superstición quizá expía de mejor grado la sangre de una virgen que el destierro de un santo». Gibbon hacía a Cirilo culpable no solo de la muerte de Hipatia, sino de todos los problemas del Egipto de la época, sin citar fuentes.
Con la irrupción del Romanticismo, el siglo XIX supuso el auge del mito literario de Hipatia. En 1827 la condesa italiana Diodata Saluzzo Roero sugirió en Ipazia ovvero delle Filosofie, un poema en dos volúmenes, la extravagante teoría de que en realidad Hipatia fue convertida por Cirilo al cristianismo, pero que fue asesinada por un «sacerdote traicionero». Por su parte, Charles Leconte de Lisle publicó un poema titulado Hypatie (1847), en que la filósofa era otra víctima de un mundo, el Antiguo, que se apagaba. En una segunda versión, de 1874, la «necesidad histórica» era ya sustituida por el ataque contra el cristianismo. En el poema, una Hipatia enamorada de la belleza del universo se encara con el cerril y dogmático obispo Cirilo. También en este momento contamos con manifestaciones artísticas de Hipatia, que la dan a conocer más allá de los libros. Odoardo Tabacchi representaría a una Hipatia muy joven en el momento justo antes de ser asesinada. También destacarían pinturas como la del inglés William Mitchell, con una Hipatia muy similar a la forma en la que se representa a Afrodita.
El escritor británico Charles Kingsley realizó en 1853 una pintoresca novela de ficción titulada Hypatia, or New Foes with an Old Face, que retrató a la erudita, en realidad casi anciana al morir, como una joven «heroína desvalida, pretenciosa y erótica», que encarnaba «el espíritu de Platón y el cuerpo de Afrodita». La filósofa presenta en la novela un odio visceral por el cristianismo y es correspondida por el envidioso y despótico Cirilo, que trata de sabotear sus clases. El prefecto Orestes, un intrigante dipsómano, involucra a la filósofa en sus ambiciones al trono imperial, proponiéndole matrimonio. Hipatia se acaba desengañando de él a medida que crece el conflicto entre el obispo y el prefecto, y acaba por sufrir una crisis espiritual justo antes de su asesinato, siendo convertida por un cristiano judío llamado Rafael Aben-Ezra. La idea central es la de Hipatia como icono de un mundo de armonía clásica que se desvanece ante el avance de una religión supersticiosa que esclaviza la razón.

## El nombre de Hipatia en las ciencias
El Premio Europeo de Ciencia Hipatia, otorgado por el Ayuntamiento de Barcelona, adoptó dicho nombre para honrar las capacidades de esta filósofa de la Antigüedad.

### Astronomía

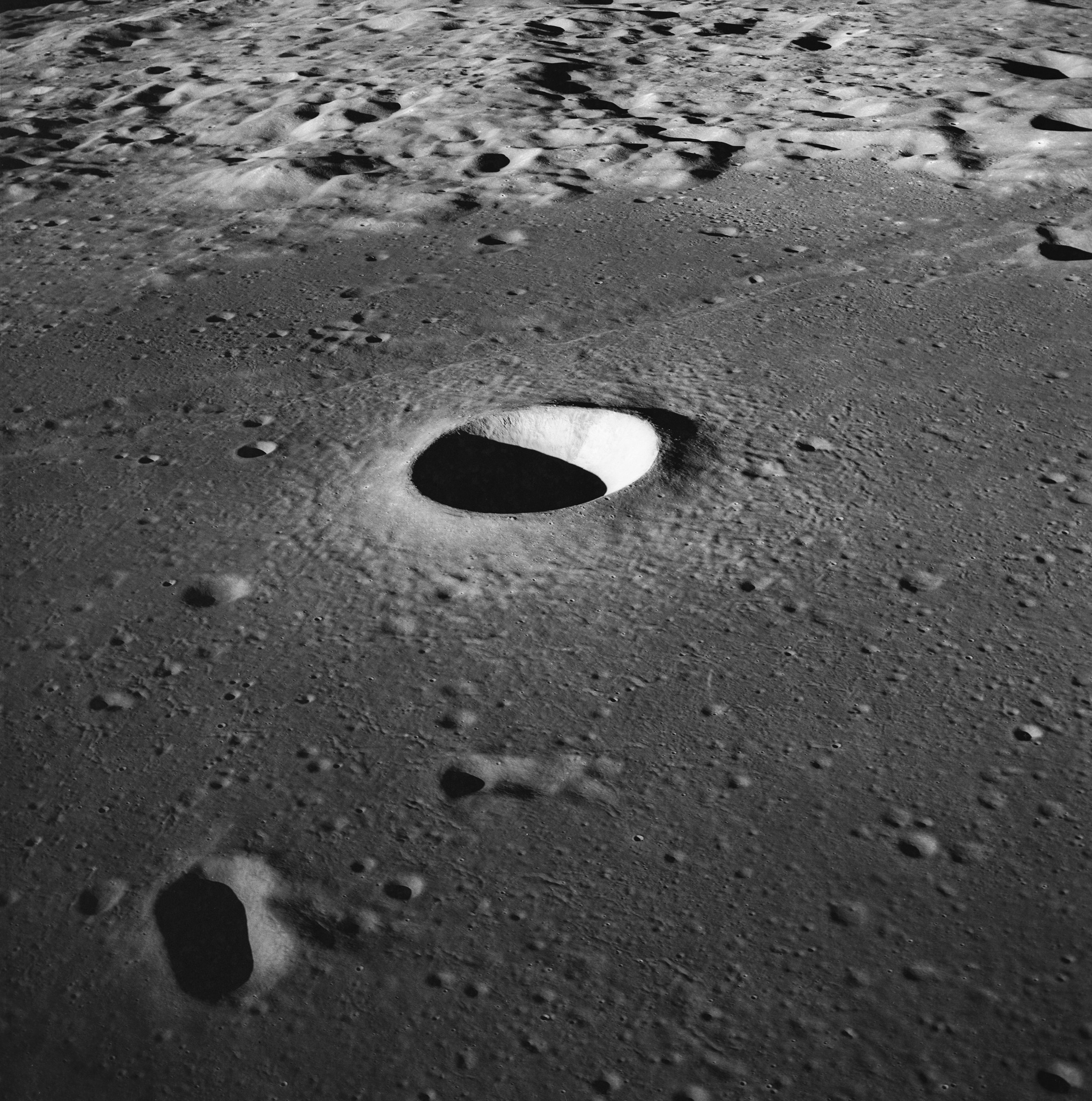
Las Rimae Hypatia, tras el cráter Moltke (foto tomada por el Apolo 10).

El asteroide (238) Hypatia (descubierto en 1884) y el cráter lunar Hipatia fueron bautizados en su honor. Este último se sitúa junto a los cráteres que recuerdan a Teón de Esmirna, y a los patriarcas Cirilo y Teófilo. Con unas medidas de 28 x 41 km, se localiza en los 4,3°S y 22,6°E del meridiano lunar. Unos 70 km al norte del cráter se halla un sistema de canales de 180 km de longitud llamado Rimae Hypatia, un grado al sur del ecuador lunar, a lo largo del Mare Tranquillitatis.
En octubre de 2013 se encontró un cometa que colisionó con la Tierra hace 28 millones de años en el Desierto del Sáhara y se le nombró Hipatia.

## En las artes y la cultura popular

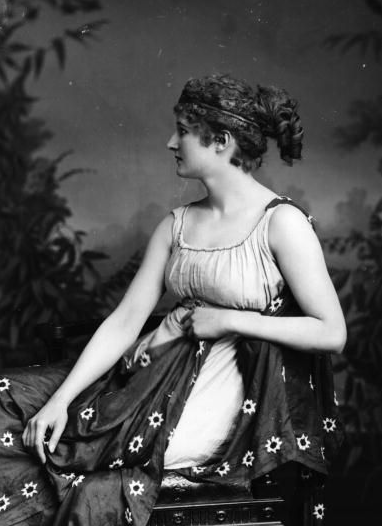
Una actriz, posiblemente Mary Anderson, en el papel principal de la obra Hypatia, circa 1900.

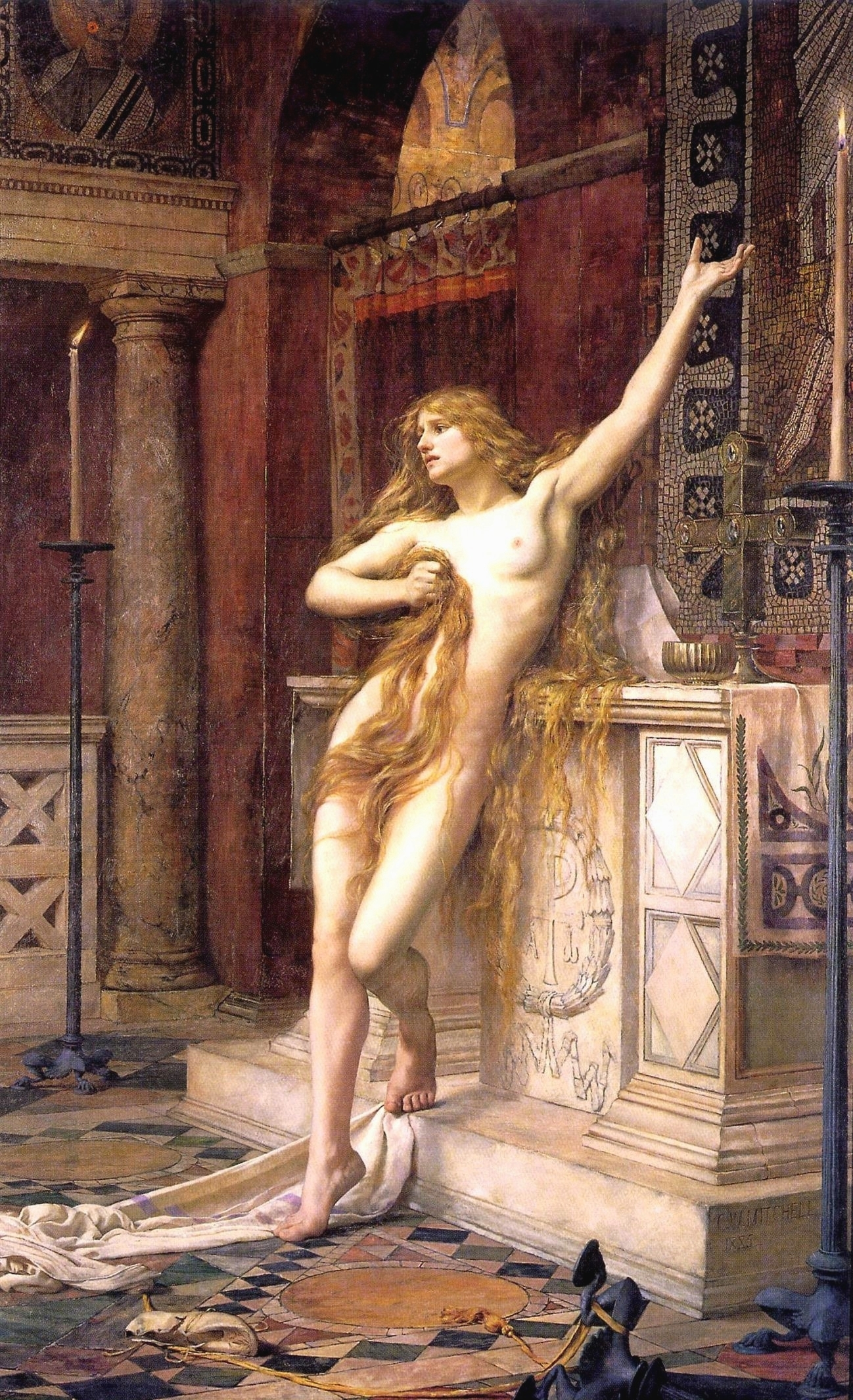
Hipatia, imaginada por el pintor prerrafaelita inglés Charles William Mitchell (1885).

El personaje de Hipatia ha servido como hilo conductor de numerosas obras literarias. Mario Luzi publicó en 1978 un drama titulado Libro de Ipazia, insistiendo en la tragedia de la filósofa como símbolo de la decadencia irreversible del mundo clásico, y desde una interpretación cristiana, su muerte no es resultado de la nueva Fe, sino de la malignidad y el crimen inherentes a las multitudes. En 1988 el alemán Arnulf Zitelmann publicó una novela acerca de la filósofa alejandrina, «mártir de la misoginia», abundando en los tópicos más negros del oscurantismo clerical. Las novelas canadienses Rennaissance en Paganie (1987), de André Ferreti, e Hypatie ou le fin des dieux (1989), de Jean Marcel, siguen la estela de las obras de Kingsley y Zitelmann. Algunas de las novelas históricas publicadas en las últimas décadas son El jardín de Hipatia (2009), de Olalla García, y Morir por Alejandría (2009), de Eliana E. Abdala, la primera centrada en los últimos años de vida de Hipatia, y la segunda en sus últimos días; y El Sueño de Hipatia (2009), del catedrático de historia José Calvo Poyato, con referencias a lugares reales y textos de la época, así como a los eventos que se desataron entre los siglos IV y V. La novela Hypatia y la eternidad (2009), de Ramón Galí, combina historia y ciencia ficción: la sabia alejandrina resucita tras ser asesinada, introduciéndose en las mentes de los personajes más influyentes de otra historia alternativa. En otras ocasiones Hipatia sirve como modelo para un personaje con distinto nombre, como en el caso de Melanta, la filósofa neoplatónica alejandrina protagonista de la novela La perra de Alejandría (2003), de Pilar Pedraza.
El nombre de Hipatia ha sido también empleado para personajes de historias en principio completamente distintas pero que pretenden compartir algún rasgo con la filósofa alejandrina. Es el caso, por ejemplo, de la niña prodigio Hypatia Cade, personaje principal de la novela de ciencia ficción The Ship Who Searched (1992), de Mercedes Lackey y Anne McCaffrey. Asimismo, la obra teatral experimental The Five Hysterical Girls Theorem (El teorema de las cinco chicas histéricas), de Rinne Groff (2000), presenta a un personaje llamado Hipatia que vive en silencio, temiendo sufrir el destino de su tocaya. Hipatia es incluso el nombre de una mentenave (la computadora de una nave espacial), construida a semejanza de la Hipatia real, en The Boy Who Would Live Forever (2004), una novela de la serie Heechee, de Frederik Pohl.
- En la aventura Fábula de Venecia (1977), del personaje de cómic Corto Maltés, creado por Hugo Pratt, Hipatia aparece presidiendo un salón intelectual en la Italia pre-fascista, como uno de los característicos anacronismos de esta serie de cómics. Una referencia más indirecta se encuentra en la novela Baudolino (2000) de Umberto Eco, donde el protagonista encuentra una sociedad aislada de mujeres parecidas a sátiros, todas las cuales se llaman Hipatia.

- La artista feminista Judy Chicago incluyó a Hipatia en la «primera ala» de su instalación The Dinner Party (1979).[100] El juego de mesa de Hipatia emplea materiales, motivos y técnicas del estilo copto de su época. El camino está bordeado de bandas de lana tejidas con motivos entrelazados y corazones similares a los de la ornamentación de las túnicas coptas.[101]
- Carl Sagan, en el capítulo 13 de su serie Cosmos: Un viaje personal (1980) trataba la muerte de Hipatia y la destrucción de la Biblioteca de Alejandría. Según Sagan «En el año 415, cuando iba a trabajar, cayó en manos de una turba fanática de feligreses de Cirilo. La arrancaron del carruaje, rompieron sus vestidos y, armados con conchas marinas, la desollaron arrancándole la carne de los huesos. Sus restos fueron quemados, sus obras destruidas, su nombre olvidado».
- Hay dos importantes revistas feministas que deben su nombre a la filósofa alejandrina: Hypatia: Feminist Studies, publicada en Atenas desde 1984, e Hypatia: A Journal of Feminist Philosophy, publicada desde 1986 por la Indiana University Press. Esta última publicó dos años después un artículo de la poetisa y novelista Ursule Molinaro, «A Christian Martyr in Reverse – Hypatia: 370-415 A.D», mezclando realidad y ficción. En el artículo la virgen Hipatia es considerada una mujer sin contención sexual, amante de Orestes, y es precisamente esta conducta desinhibida la que lleva al envidioso y reprimido Cirilo a ordenar su asesinato. Molinaro afirma que su muerte señaló «el fin de una época en que todavía se valoraba a las mujeres por su inteligencia», y que el cristianismo limitó la libertad de pensamiento e impuso a las mujeres un modelo de conducta «basado en la sumisión y desprovisto de placer».[102]

- En 1997, el escritor español José María Menéndez López recrea brevemente su vida en el relato corto Hipatia (Matemática, astrónoma, física y filósofa de pro), que forma parte de Apócrifos.[103]

- La serie de novelas de los "Herederos de Alejandría" (2003 - ) escrita por Mercedes Lackey, Eric Flint y Dave Freer, incluye referencias ficticias a la conversión de Hipatia al cristianismo y su correspondencia subsecuente con Juan Crisóstomo y San Agustín.
- Remembering Hypatia, de Brian Trent (2005), novela acerca de su vida y muerte.[104]
- Hypatia es un personaje recurrente en la serie de ficción juvenil Danger Boy, de Mark London Williams, en la que tiene un destacado papel su ficticia hija adolescente, Thea.
- Hypatia Sans Pro es un tipo de letra llamado así en su honor.
- El escritor egipcio Yūsuf Zaydān publicó en 2008 una novela titulada Azazīl Riwayah sobre un monje egipcio en un período en que «los cristianos solían tiranizar a los paganos y demoler sus templos» [sic], en la cual la muerte de Hipatia desempeña un papel fundamental.[105] El libro ha sido muy criticado por la comunidad cristiana de Egipto.[106]
- Ágora, película escrita y dirigida por Alejandro Amenábar, trata sobre la vida de Hipatia, sobre un esclavo de Hipatia que se enamora de ésta y sobre las revueltas religiosas en Alejandría.[107] Hipatia es interpretada por Rachel Weisz; la película se estrenó el 9 de octubre de 2009.

- Hipatia de Alejandría (2009), de Carmen García, Laura Ruiz, Lídia Puigvert y Lourdes Rue. Un equipo plural de científicas revela la verdad sobre la primera científica.[cita requerida]

- En el penúltimo episodio de la serie de televisión The Good Place, Hipatía es interpretada por Lisa Kudrow como una de las pocas filosófas que fueron admitidas al lugar bueno, por el hecho de no defender la esclavitud.

- La banda de metal sueca Ghost (banda) dedicó en su álbum Impera de 2022, la canción «Kaisarion» a la figura de Hipatia. El nombre de la canción es una referencia al templo Cesáreo de Alejandría. La figura de Hipatia en la canción sirve para criticar cómo la sociedad actual repite comportamientos deleznables propios de la antigüedad.[108]En el librillo la letra de la canción se acompaña de una ilustración realizada por Zbigniew M. Bielak,[109] de la quema de la biblioteca de Alejandría.[110]

## La historia y el mito
Alrededor de la figura de Hipatia se creó un mito que la convirtió en una mártir de la ciencia, asesinada por fanáticos que odiaban el conocimiento, en un símbolo del saber antiguo perdido y cuya muerte inició el "obscurantismo".
En 1996 María Dzielska, catedrática de Historia Antigua en la Universidad Jaguelónica de Cracovia, publicó una extensa biografía, Hipatia de Alejandría, intentando establecer la verdad de los hechos narrados por las fuentes y el mito construido en torno a ellos, que en su opinión mezcla la realidad histórica con la más grosera falsedad.